# Вормський собор
Вормський собор (нім. Wormser Dom, повна назва Собор Святого Петра, нім. Der Dom St. Peter) — собор в німецькому Вормсі, споруджений в романському стилі. Найменший з трьох рейнських імперських соборів.
Серед історичних подій, пов'язаних з собором, було обрання Лева IX папою римським (1048) та Вормський рейхстаг (1521), на якому Мартін Лютер відповідав перед імператором Карлом V.
Собор у Вормсі було побудовано протягом 1130–1181 років, для чого було знесено ранню романську базиліка початку XI століття. Стоїть на схилі (в найвищій точці міста), де раніше селилися кельти та римляни, так як це місце було захищене від паводків. Близько 600 року тут було побудовано церкву, яка вважається попередницею собору. Сьогодні Вормський собор є католицькою церквою. У кімнаті під вівтарем зберігаються рештки рідних та наближених імператора Конрада II, які померли протягом X–XI століть.

## Вормський собор та Нібелунги

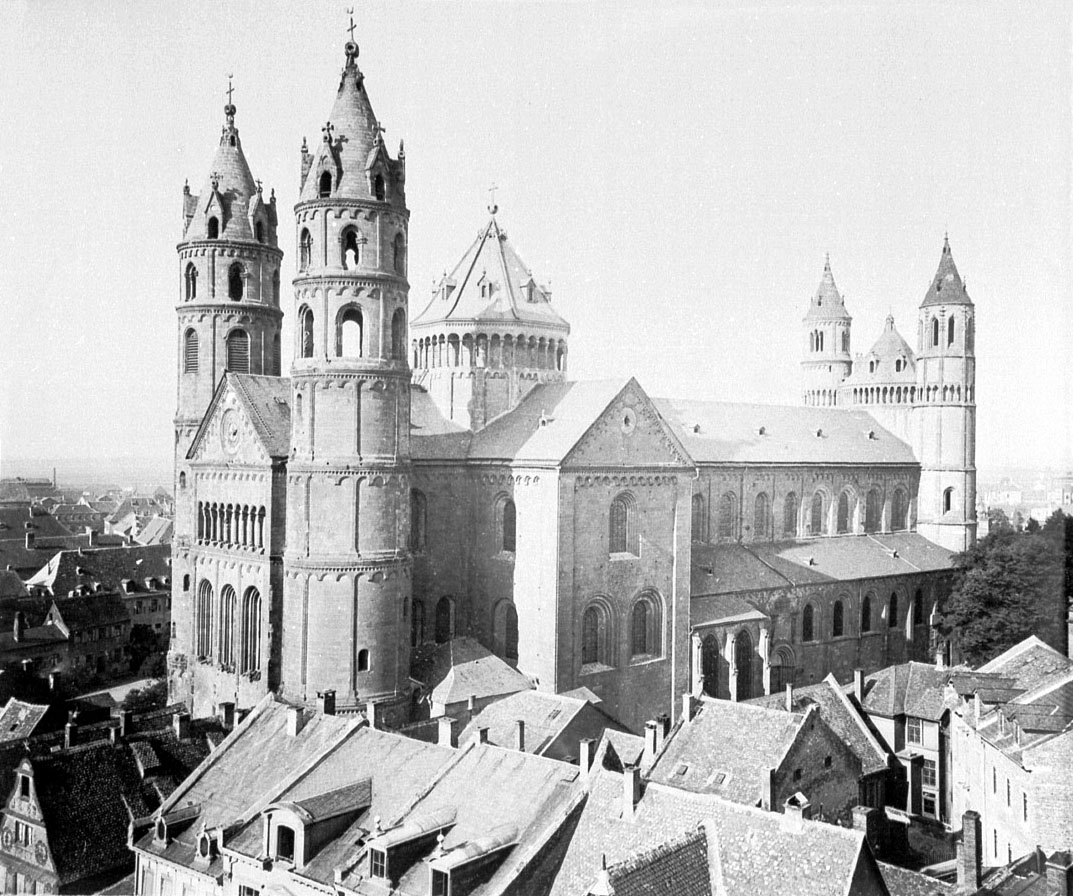
Собор 1904 року

Один з головних моментів «Пісні про Нібелунгів» відбувається біля Вормського собору — сварка королев Крімгільд та Брунгільд з приводу того, чий чоловік обіймає вище становище й хто, відповідно, має право першою увійти до собору. Історично цей факт не підтверджується і, можливо, автори «Пісні…» використали собор як сцену для дії.